# Carex roanensis
Carex roanensis är en halvgräsart som beskrevs av Frederick Joseph Hermann. Carex roanensis ingår i släktet starrar, och familjen halvgräs. Inga underarter finns listade i Catalogue of Life.